# Biserica „Nașterea Maicii Domnului” din Colonița
Biserica „Nașterea Maicii Domnului” este o biserică amplasată pe str. Alexei Mateevici, 30 în Colonița, municipiul Chișinău, Republica Moldova. Este un monument arhitectural de importanță națională inclus în Registrul monumentelor Republicii Moldova ocrotite de stat cu nr. 427 (municipiul Chișinău). Datează din 1914.